# San Paolo (Cheradi)
San Paolo je otok u Italiji, nazvan po Svetom Pavlu. Manji je (s površinom od 5.865 hektara) od dva otoka u otočju Cheradi, koje se nalazi ispred Taranta. Otok je pod vojnom upravom, a od 2004. je otvoren za posjetitelje.
Za vrijeme Napoleona, na otoku je bila izgrađena tvrđava kojom je upravljao Pierre Choderlos de Laclos. Danas je na otoku vidljiv mali bunker iz tog doba.